# MASASHI
MASASHI（マサシ・正志、11月30日 - ）は鹿児島県出身のミュージシャン。

## 来歴
CASCADEでは、ギタリストを担当していた。2001年10月、所属事務所をアミューズから新会社のプラナに移籍。
2002年のCASCADE解散後に同じくCASCADEの元メンバーでベーシストの MAKKOと共にロックバンド ATTACK HAUSを結成。当初はその2人だけで音楽活動していたが、2004年に新メンバーを加入し、ギターとボーカルを担当。その後ATTACK HAUSは活動休止。
この他、ほとんど全ての楽曲の作詞、作曲も手がけ、CASCADEにおいてはボーカリストのTAMAに代わってボーカルを務める事もある。
現在はCASCADE再結成により、再びそのギタリストとして活動中。

## その他
- 侍や日本刀などといった和風のものが好き。
- 『まめお』と『ちゃまお』という名前の2匹の猫を飼っていたが、今も飼っているかどうかは不明。